# Hainesia borealis
Hainesia borealis är en svampart som beskrevs av Ellis & Everh. 1889. Hainesia borealis ingår i släktet Hainesia, klassen Leotiomycetes, divisionen sporsäcksvampar och riket svampar.   Inga underarter finns listade i Catalogue of Life.